# Comportement automatique
Un comportement automatique est un comportement qui est inconscient, non intentionnel, qui tend à échapper à tout contrôle et se concrétise de manière intempestive, voire en ne demandant qu'un effort minimum. 
C'est par exemple le cas de manger. En effet, considérer "manger" comme un comportement automatique est étayée par diverses études démontrant l'impact du contexte environnemental et de la présentation de la nourriture sur l'alimentation. La quantité de nourriture ingérée est fortement influencée par le volume de la portion, la visibilité et la mise en relief de l'aliment et la facilité d'obtention de la nourriture. 